# ラ・ロンハ・デ・ラ・セダ
バレンシアにあるラ・ロンハ・デ・ラ・セダ、リョジャ・デ・ラ・セダ（スペイン語 : la Lonja de la Seda, バレンシア語 : Llotja de la Seda ;「絹の商品取引所」）は、15世紀後半に建てられた商品取引所で、当時のバレンシアの経済力の大きさを偲ばせる建造物である。これは商業の殿堂と理解されていたもので、機能的・実利的な側面を失うことなく、その極めて明白な象徴的特色を保持している。ゴシック様式の威容を誇るロンハは、プラサ・デル・メルカード（Plaza del Mercado,「商業広場」）31番地にあり、ロス・サントス・フアネス教会やバレンシア中央市場に面している。1996年12月7日にユネスコの世界遺産に登録された。

## 歴史
ゴシック様式の世俗建築であるロンハは、1482年から1498年に、ペーラ・コンプテ（Pere Compte）、ホアン・イバーラ（Johan Yvarra）、ホアン・コルベーラ（Johan Corbera）、ドミンゴ・ウルティアーガ（Domingo Urtiaga）といった石工たちによって建造された。最終的に建物全体が完成したのは1548年のことである。分厚い壁、塔、銃眼といった要素が一種の古城を思わせるロンハは、4つの部分から成り立っている。
- 海の領事の広間 (Sala del Consulado del Mar)
ファサードに面する形で塔の左手にある。
- 塔
- 柱のサロン（ Salón Columnario）
「契約のサロン」（Sala de Contratación）ともいい、塔の右手にある。
- オレンジの木の中庭（Patio de los Naranjos）

建物とその他を含めた敷地面積は2000 m2 を超える。

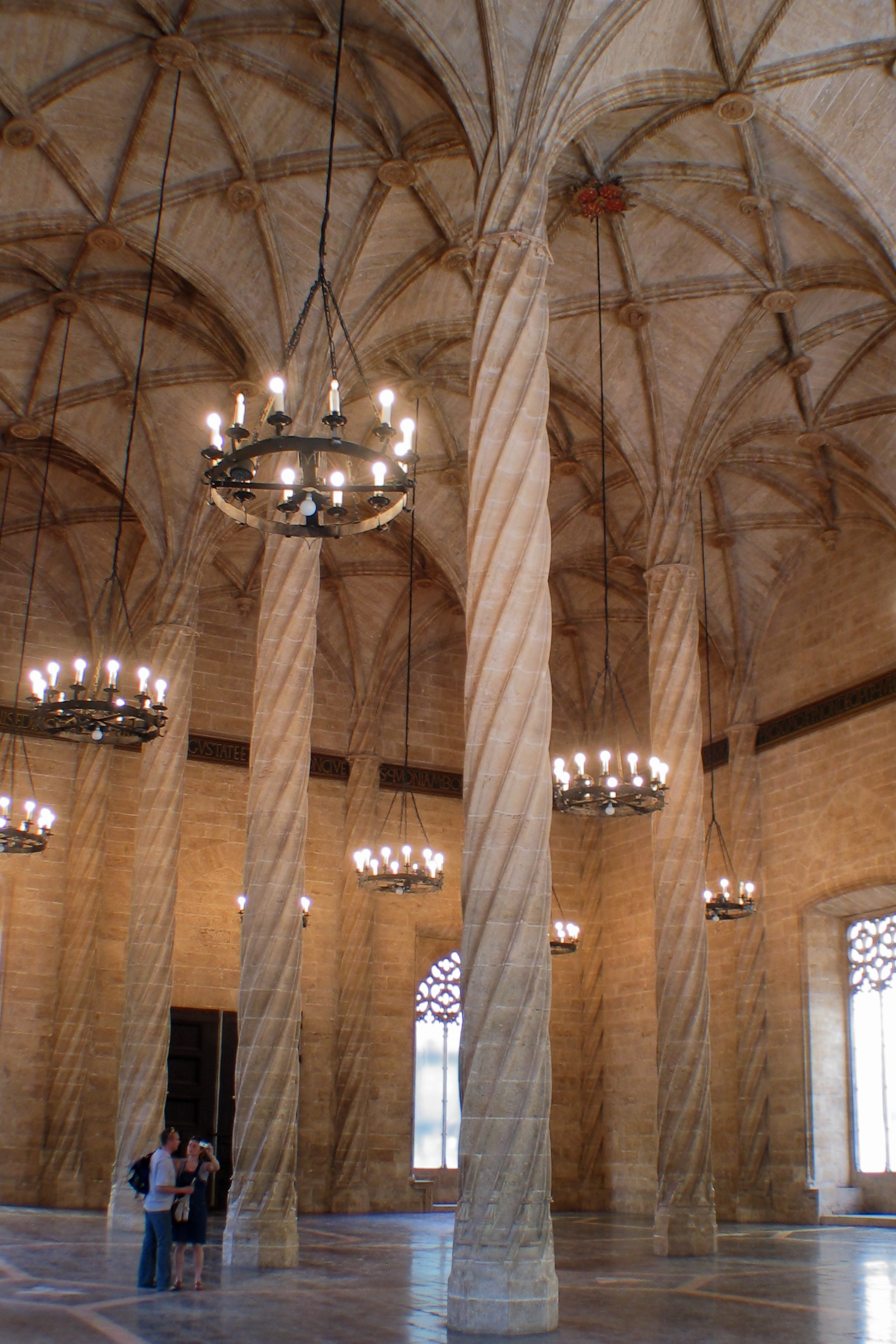
柱のサロン

## 柱のサロン
柱のサロンは、教会で言うところの身廊にあたるものが縦に3つ並んでいる大広間である。正面入り口はゴシック様式の入り口で、複数の通路からアクセスする事ができる。ティンパヌムには商人たちの守護聖人である幼子を抱えた聖処女が刻まれており、市の紋章を戴いた二つの大きな窓が、この入り口を挟みこんでいる。側面のファサードにも、二つの窓にはさまれた別の門がある。
サロンの天井はオジーヴ穹窿で、高さ約16 m のほっそりとした螺旋状の柱に支えられている。かつてここを訪れた人々の目には、さながら高く伸びた椰子の木々とそれを包む天蓋のように映り、楽園を表現したものと受けとめられた。
かつてバレンシア市当局はこの部屋に、当時の金融業務を行うための交換所（taula de canvis）を置いた。

## 塔
真上からは正方形に見える塔には礼拝堂と牢獄があり、後者は支払いができなかった者を収容するために使われていた。塔は四階建てでテラスがあり、上階に昇るためには中心の柱がない螺旋階段を使う。この螺旋階段はペレ・コンプテの代表作である。

## 海の領事の広間

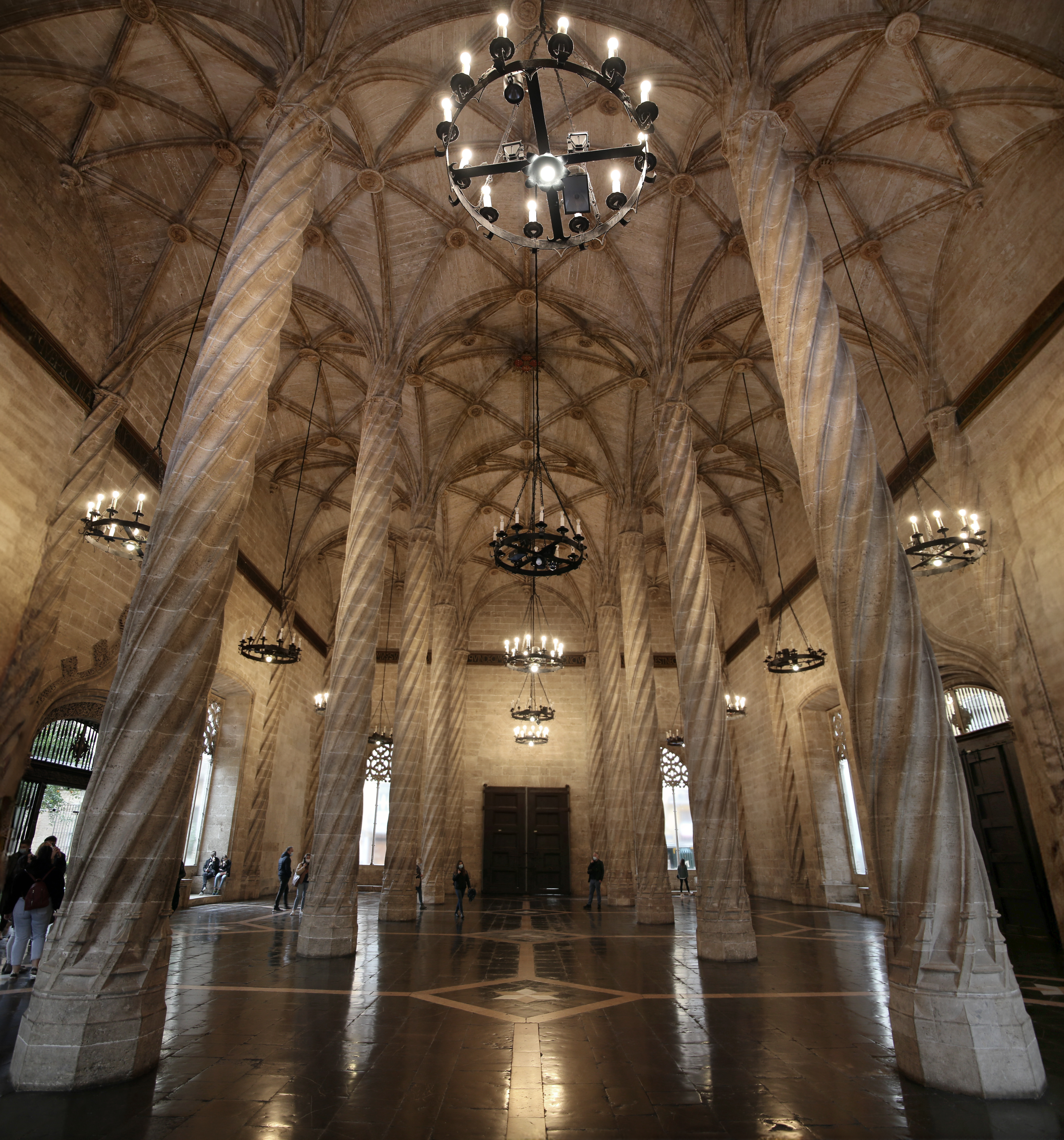

この広間の建設は1498年に始まり、1548年に完成した。完成時期の関係で、ルネサンス建築の影響を受けている。建物は、地下室、地上1階（大広間を含む）、2階から成っている。ファサードは建造物群の統一性を保つために、著名な40人のメダリオン（円形浮き彫り）を除けば、ゴシック様式が採用されている。
大広間には海の領事（Consolat del Mar）の裁判所が置かれていた。この商事裁判所は、ロンハが建つよりもずっと前、すなわち1283年からバレンシアの海事・商業上の問題を取り仕切ってきたもので、バレンシアにとって非常に古くからある機関というだけでなく、スペイン初の商事裁判所でもある。
サロンの格天井は、フアン・デル・ポヨ（Juan del Poyo）が1418年から1455年に手がけたもので、まさしく芸術的な至宝と言うべき出来映えである。

## 建物の外部
プラサ・デル・メルカドからは、建物が銃眼付きの塔で2つに分かれているのが見て取れる。その一方は欄間、玉縁、尖塔などが付いてふんだんに装飾されたオジーヴ穹窿であることが分かる。28個のゴシック様式のガーゴイルも、特徴的な要素を形成している。屋根からの雨水を吐き出すために据え付けられたそれらの装飾は、品のない姿勢やグロテスクな姿勢をとった想像上の動物や怪物、人物などを表している。

## 世界遺産登録基準
この世界遺産は世界遺産登録基準のうち、以下の条件を満たし、登録された（以下の基準は世界遺産センター公表の登録基準からの翻訳、引用である）。
- (1) 人類の創造的才能を表現する傑作。
- (4) 人類の歴史上重要な時代を例証する建築様式、建築物群、技術の集積または景観の優れた例。